# تیگران تسیتوغدزیان
تیگران لئونی تسیتوغدزیان (ارمنی: Տիգրան Լևոնի Ձիթողցյան؛ زادهٔ ۱۲ اکتبر ۱۹۷۶) یک نقاش و هنرمند اهل ارمنستان مستقر در نیویورک است.

## زندگی‌نامه
وی در ۱۲ اکتبر ۱۹۷۶ در ایروان در به دنیا آمد در سال ۱۹۹۳ تیگران در آکادمی هنرهای زیبای ایروان ثبت نام نمود و در سال ۱۹۹۹ پس از فارغ‌التحصیلی برای ادامه تحصیل خویش به اروپا نقل مکان نمود. در همان سال در Ecole Cantonale d'Art du Valais در سوئیس ثبت نام نمود جایی که وی در سال ۲۰۰۲ مدرک کارشناسی و در سال ۲۰۰۵ کارشناسی ارشد خویش را در رشته Public Sphere (MAPS) کسب نمود. 